# Le Mesnil-Durand
Pour l’article homonyme, voir Le Mesnil-Durand (Manche).
Le Mesnil-Durand est une ancienne commune française, située dans le département du Calvados en région Normandie, devenue le 1er janvier 2016 une commune déléguée au sein de la commune nouvelle de Livarot-Pays-d'Auge.
Elle est peuplée de 295 habitants.

## Toponymie
Le nom de la localité est attesté sous les formes Mesnillum Durandi au XIVe siècle (pouillé de Lisieux, p. 46), Mesnil Durant en 1730 (temporel de Lisieux).

## Histoire
En 1826, Le Mesnil-Durand fusionne avec la commune de Pontaléry.

## Politique et administration
| Période                                  | Période   | Identité        | Étiquette | Qualité                   |
| ---------------------------------------- | --------- | --------------- | --------- | ------------------------- |
| avant 1988                               | ?         | Jacques Cavrois |           |                           |
| 1995                                     | mars 2008 | Bernard Julien  | SE        |                           |
| mars 2008                                | mars 2014 | Henri Coisel    | SE        | Retraité de l'agriculture |
| mars 2014                                | En cours  | Michel Julien   | SE        | Agriculteur               |
| Les données manquantes sont à compléter. |           |                 |           |                           |

## Démographie
En 2021, la commune comptait 295 habitants. Depuis 2004, les enquêtes de recensement dans les communes de moins de 10 000 habitants ont lieu tous les cinq ans (en 2006, 2011, 2016, etc. pour Le Mesnil-Durand) et les chiffres de population municipale légale des autres années sont des estimations.
| 1793 | 1800 | 1806 | 1821 | 1831 | 1836 | 1841 | 1846 | 1851 |
| ---- | ---- | ---- | ---- | ---- | ---- | ---- | ---- | ---- |
| 343  | 249  | 390  | 200  | 501  | 542  | 504  | 462  | 458  |

| 1856 | 1861 | 1866 | 1872 | 1876 | 1881 | 1886 | 1891 | 1896 |
| ---- | ---- | ---- | ---- | ---- | ---- | ---- | ---- | ---- |
| 393  | 382  | 401  | 399  | 372  | 374  | 397  | 370  | 343  |

| 1901 | 1906 | 1911 | 1921 | 1926 | 1931 | 1936 | 1946 | 1954 |
| ---- | ---- | ---- | ---- | ---- | ---- | ---- | ---- | ---- |
| 350  | 345  | 344  | 327  | 345  | 316  | 347  | 355  | 377  |

| 1962 | 1968 | 1975 | 1982 | 1990 | 1999 | 2006 | 2011 | 2016 |
| ---- | ---- | ---- | ---- | ---- | ---- | ---- | ---- | ---- |
| 323  | 288  | 258  | 305  | 302  | 272  | 318  | 302  | 307  |

| 2019 | - | - | - | - | - | - | - | - |
| ---- | - | - | - | - | - | - | - | - |
| 298  | - | - | - | - | - | - | - | - |

## Culture locale et patrimoine

### Lieux et monuments
- Église Saint-André.

### Personnalités liées à la commune
- François-Jean de Mesnil-Durand  (1729-1799), tacticien, collaborateur du maréchal de Broglie.
- Louis Du Bois (1773 - 1855 au Mesnil-Durand), historien, poète, traducteur érudit, agronome, homme politique et administrateur.

### Héraldique
| Blason de Le Mesnil-Durand | Blason  | D'azur au chevron d'argent accompagné en chef de deux lions affrontés du même et en pointe de trois épis de blé d'or. |
| Blason de Le Mesnil-Durand | Détails | Le statut officiel du blason reste à déterminer.                                                                      |